# 의료인류학
의료인류학(medical anthropology)은 "인간의 건강과 질병, 의료 시스템, 생물문화적 적응"을 연구한다. 다차원적이고 생태학적 관점에서 인간을 본다. 인류학 및 응용인류학에서 가장 고도로 발전된 분야 중 하나이며, 문화와 사회가 건강, 건강 관리 및 관련 문제를 중심으로 조직되거나 영향을 받는 방식을 조사하는 사회 및 문화인류학의 하위 분야이다.
"의료인류학"이라는 용어는 1963년부터 인류학자들이 건강, 질병 및 이와 관련된 간호/간병 관행의 사회적 과정과 문화적 표현에 대한 경험적 연구와 이론적 생산을 위한 레이블로 사용되었다.
또한 유럽에서는 "의학인류학", "건강인류학", "질병인류학"이라는 용어도 사용되었으며, 의료인류학은 19세기 네덜란드 용어인 "medische anthropologie"를 번역한 것이기도 하다. 이 용어는 건강과 질병에 관한 철학적 연구를 지칭하기 위해 1940년대 일부 저자에 의해 선택되었다.

## 같이 보기
- 체질인류학
- 문화의존증후군
- 생태인류학
- 의료사회학